# إيفان ميشكوفيتش
إيفان ميشكوفيتش مواليد 9 أبريل 1984 في سكوبيه، جمهورية مقدونيا، هو لاعب كرة سلة مقدوني. بدأ مسيرته الاحترافية في سنة 2006. يلعب في الدوري الروماني لكرة السلة. يبلغ طوله 6 قدم 8 بوصة (2.0 م).

## المسيرة الاحترافية
لعب مع نادي هورسينس لكرة السلة من سنة 2006 إلى 2008، ثم لعب مع باكين بيرز في موسم 2008–2009، ثم لعب مع نادي أركاديكوس لكرة السلة في سنة 2010، ثم لعب مع نادي تيميشوارا لكرة السلة في موسم 2010–2011.

## روابط خارجية
- إيفان ميشكوفيتش على موقع كرة السلة الأوروبية.كوم (الإنجليزية)
- إيفان ميشكوفيتش على موقع ريلجم (الإنجليزية)
- إيفان ميشكوفيتش على موقع بروبوليرز (الإنجليزية)